# Puttaparthi
Puttaparthi is een plaats in de Indiase deelstaat Andhra Pradesh en de hoofdstad van het district Sri Sathya Sai. Het was de woonplaats van Bhagavan Sathya Sai Baba.
De hoofdattractie is Swami's (een van Bhagavan Sathya Sai Baba's andere namen) Ashram, wat gunstig is voor de economie, in de vorm van hotels, restaurants en winkels waarvan de bezoekers gebruikmaken.

## Connecties

### Weg
Puttaparthi is over de weg verbonden met  Anantapur (84 km), Haiderabad (472 km) en Bangalore (156 km) door middel van de APSRTC-bussen. KSRTC-bussen rijden ook naar Puttaparthi dat drie uur verwijderd is van Bangalore.
Op eigen gelegenheid gaan kan ook: vanuit Bangalore moet men de NH7 tot en met Koduru nemen, wat aan de grens van Andhra Pradesh en Karnataka ligt, en dan naar rechts op de weg naar Puttaparthi.

### Spoor
Puttaparthi heeft een treinstation (Sri Satya Sai Prasanthi Nilayam Railway Station) dat geopend werd op 23 november 2000. Het ligt 8 km van de Ashram. Er zijn directe treinverbindingen met Bangalore, Haiderabad, Visakhapatnam, Bubhaneshwar, Mumbai en New Delhi. Het dichtstbijzijnde treinstation waarvan je naar overal in India kan gaan is dat van Dharmavaram, dat 45 km van Puttaparthi is, en bereikbaar is met een van de APSC-bussen.

### Lucht
Sri Sathya Sai Airport, het vliegveld van Puttaparthi is verbonden met Mumbai en Chennai door Indian Airlines, als een tussenstop op de vlucht van  Haiderabad naar Visakhapatnam. Het vliegveld ligt 4 kilometer van de Ashram en 110 km van Bengaluru International Airport, het internationale vliegveld van Bangalore in Devanhalli. Het vliegveld is in handen van de Sri Sathya Sai Central Trust, en heeft een oppervlakte van 450 acre. De startbaan is 2230 meter lang.

## Overige voorzieningen
Behalve de hoofd-Asham bevinden zich in Puttaparthi de Hanuman-tempel en de Sathyabhamatempel.
Andere belangrijke instituten die gehuisvest zijn in Puttaprthi zijn onder ander het Sri Sathya Sai Space Theatre, Sri Sathya Sai Institute of Higher Medical Sciences (Super Speciality Hospital), Chaitanya Jyothi Museum, Sri Sathya Sai University, Sri Sathya Sai Mirpuri Music College, Sri Sathya Sai Hill View Stadium en het door de vicepresident geopende Indoor Sports stadium, met internationale standaarden.